# مركز عائلي
المراكز العائلية عبارة عن موارد مجتمعية توفر الخدمات إلى والدان والأطفال والأزواج / الزوجات.
وتتواجد المراكز العائلية من أجل توفير المساعدة المعتمدة على الحاجة إلى العائلات التي تتأثر بمجموعة من الأحداث، بما في ذلك الوفاة والأمراض العقلية والبدنية والطلاق والبطالة والعنف ضد الأطفال وإهمال الأطفال. وقد تم إنشاؤها من خلال الوزارات الحكومية المحلية المختلفة، أو من خلال الوكالات المختلفة، من أجل تنفيذ ثلاث وظائف أساسية.
- الخدمات الاجتماعية
- التعليم
- التدريب

تركز مبادرة الخدمات الاجتماعية على خلق علاقات أفضل بين أفراد الأسرة، مع توفير الخدمات الوقائية للأطفال «المحتاجين» أو «المعرضين للخطر»، بالإضافة إلى توفير الرفقة للكبار. وتركز مبادرة التعليم على تحسين التفاعل بين العائلات والمدارس المحلية، بالإضافة إلى توفير منشآت علاجية للأطفال. وتركز مبادرة التدريب على توفير تربية الأبناء وفصول التدريب على الوظائف.

## الخدمات
يمكن أن يوفر مركز العائلة أيًا من هذه الخدمات أو كلها.
العائلات:
- الاستشارات العائلية
- مجموعات دعم العائلة
- منع العنف المنزلي
- منع العنف ضد الأطفال أو إهمالهم

الوالدان:
- برنامج تعليم الوالدين
- مجموعات دعم الوالدين
- برنامج تعليم الوالدين صغار السن ومجموعات الدعم
- استشارات الزواج

الأطفال:
- مجموعات دعم الأطفال
- برامج ما قبل المدرسة
- برامج ما بعد المدرسة
- المساعدة في الواجبات المنزلية والتعليم
- علاج الأطفال والمراهقين

المواطنون الكبار:
- برامج توعية الاتصالات الودية
- المجموعات والفصول الهاتفية
- الاتصالات الودية
- الزيارات الودية

البطالة:
- استشارات الوظائف
- فصول التدريب على الوظائف
- عمليات الإحالة المتعلقة برعاية الأطفال
- عمليات الإحالة المتعلقة برعاية الكبار